# A21 (Kasachstan)
Die A21 ist eine wichtige Straße in Kasachstan im Norden des Landes. Die Straße ist eine Ost-West-Route von Mamljut nach Qostanai.

## Straßenbeschreibung
Die A21 ist eine Verbindung zwischen dem M51 und dem M36 von Mamljut nach Qostanai und verbindet damit die beiden wichtigsten Städte von Kasachstan Qostanai und Petropawl. Die größte Stadt auf der Strecke ist Qostanai, ein wichtiges Zentrum im nördlichen Kasachstan. Die A21 verläuft meist entlang der Grenze zu Russland und führt zunächst nach Südwesten und später nach Süden. Abgesehen von der M51 und der M36 kreuzt die A21 keine weiteren großen Straßen. Es gibt nur ein paar kleine Orte auf der Strecke.

## Geschichte
Die A21 wurde im Jahr 2011 umnummeriert und ersetzt die A341, die aus Zeiten der Sowjetunion stammte. Die A21 ist wichtig, weil sie eine Ost-West-Route zwischen den beiden großen Städten im Norden Kasachstans ist und nicht über russisches Territorium verläuft.

## Städte an der Autobahn
- Mamljut
- Qostanai